# قصر الملك عبد العزيز (الدوادمي)
قصر الملك عبد العزيز هو قصر أثري تعود ملكيته للملك عبد العزيز بن عبد الرحمن آل سعود، وهو يقع في الجهة الغربية من محافظة الدوادمي على امتداد طريق الحجاز، يتميز بمبناه الجميل الذي يقع على مساحة كبيرة، حيث كانت بداية مراحل تأسيس القصر الأثري 1349هـ بصدور أمر الملك عبد العزيز إلى الشيخ عبد الرحمن أبو بكر آل غيهب، من بني زيد أمير الدوادمي آنذاك، يخبره بأن عليه أن يختار موقعاً مناسباً لبناء قصر للملك في الدوادمي. وبالفعل كان شهر ربيع الأول من عام 1350هـ، هو البداية الحقيقية لبنائه، عندما حضر الملك في ذلك العام ووضع بنفسه حجر الأساس إعلانا ببدء العمل في تشييد القصر الذي يقع على مساحة كبيرة ألف متر مربع.
ويستمر العمل في بنائه 13 شهراً، وتولى عملية بناء القصر أمهر الرجال البنائين «الأستاذية» في ذلك الوقت. واللذان شيدا قصر الملك عبد العزيز في الرياض، وهما ابن يوسف من أهالي «ثرمداء»، و«عبد الله بن محمد ابن زومان» من «دقلة»، اللذان انتدبهما الملك عبد العزيز مع عمالهما الذين يطلق عليهم «المزورية»، لإنجاز مهمة بناء القصر.
ووفر الملك لهم سيارة مع سائق خاص ليستعينوا بها في جلب مواد البناء، التي تتكون من الطين واللبن والتبن والخشب. وشرع ابن يوسف مع عماله الخاصين بتشييد الجهتين الشرقية والجنوبية من القصر، و«ابن زومان» مع عماله تكفلوا بإنجاز بناء الجهتين الغربية والشمالية، وكان يتراوح عدد العمال الذين شاركوا في بناء القصر ما بين 100 إلى 120 عاملا من داخل الدوادمي وخارجها.
وفي بداية عام 1351هـ تولى الشيخ إبراهيم بن محمد النجاشي إمارة قصر الملك عبد العزيز في الدوادمي.

## أقسام القصر
يتكون قصر الملك عبد العزيز في محافظة الدوادمي من عدد من المباني، أبرزها الجناح الملكي، الذي يتضمن السكن الملكي مع منافعه.
والمجلس الخاص بالملك أو ما يسمى (الروشن)، وهو مكان مرتفع يستقبل فيه المؤسس ضيوفه، ويقع فوق البوابة الرئيسة الشمالية. يلي ذلك المسجد، ويقع أمام السكن الملكي، وتم الانتهاء من بنائه عام 1350هـ، كما هو مخطوط على أحد جدرانه.
أما الورش، فتقع بجوار المسجد من جهة الغرب، وهي عبارة عن ساحة «حوش» لإصلاح السيارات الملكية الخاصة، فيما يشكل السجن جزءا مهما، وهو يتكون من عدد من الغرف بمنافعها يقع في الجهة الجنوبية الغربية من القصر، وبجانبه توجد غرفة لحارس السجن. بينما يتوسط القصر البئر التي بنيت من الحجارة من أعلاها حتى أسفلها. في حين توجد هناك ثلاثة مداخل من الشمال، الشرق، والغرب. وكانت هناك محطة للبنزين وتقع في الجهة الجنوبية الغربية من القصر، ولم تكن مع بداية بناء القصر، إنما استحدثت عام 1363هـ، وتزامن مع افتتاحها إحداث بوابتين متقابلتين للقصر تسهيلا لدخول وخروج السيارات من القصر. في حين يقع مكتب موظفي محطة البنزين يسار البوابة الغربية للقصر.
إضافة لذلك، كان هناك مكتب تسجيل السيارات، ومهمة العاملين فيه تسجيل السيارات التي تدخل القصر لتعبئة الوقود من طرمبات البنزين الموجودة في الداخل.
كما اشتمل القصر على «المشب»، وهو مكان لإعداد القهوة والشاي للملك عبد العزيز من قِبل القهوجية، والمستودعات، والمقاصير وهي الأبراج وعددها أربعة أبراج مشيدة في زوايا القصر الأربع، وكانت تستخدم للمراقبة, كذلك يحتوي القصر على مركز اللاسلكي والبريد وغرفاً لسكن الضيوف وسكن لحراس القصر.

## ترميم القصر
- وشهد القصر اهتماما بالغا من وكالة وزارة التربية والتعليم للآثار والمتاحف (سابقا)، حيث تم تنفيذ مشروع وترميم هذا القصر الأثري، بإشراف من إدارة تعليم البنين في محافظة الدوادمي، ممثل في قسم المتاحف والآثار في الإدارة، وتمت ترسية مناقصة المشروع على شركة بوابة الجزيرة المتخصصة في ترميم الآثار والمتاحف بمبلغ 4.6 مليون ريال.